# Gian Galeazzo Manfredi
Gian Galeazzo Manfredi (Faenza, 1375 circa – Faenza, 16 ottobre 1417) è stato un condottiero italiano e sesto signore di Faenza.

## Biografia
Era il figlio di Astorre I Manfredi. Ricevette dal papa le signorie e il titolo di vicario pontificio di Faenza (sovrano), Fusignano, Donigaglia, Savignano, Gesso, Cesate, Quarneto, Fognano, Cavina, Fornazzano, San Cassiano, Montalbergo, Santa Maria in Montalto, San Procolo e Castel Laderchio nel 1410, e fu anche conte di Brisighella e Val Lamone nello stesso 1410. Fu capitano dell'esercito del marchese d'Este nel 1395 e signore di Oriolo nel 1416.
Morì a Faenza il 16 ottobre 1417.

## Discendenza
Sposò nell'agosto 1397 Gentile Malatesta, figlia di Galeotto I Malatesta, signore di Rimini, Fano e Cesena. Ebbero sei figli:
- Carlo (1º gennaio 1406[4]-poco dopo l'agosto 1426), morì giovane
- Guidantonio (Guidaccio) (1407-1448), signore di Faenza
- Astorre II (1412-1468), signore di Faenza
- Gian Galeazzo II (poco dopo il 6 dicembre 1417-1465), sposò Parisina Pico della Mirandola (1440–1482)
- Marzia (1408-testò il 26 agosto 1469[5]), sposò Tomaso Fregoso, doge di Genova
- Ginevra (?-dopo il 1450), sposò in prime nozze nell'aprile 1423 Spinetta Fregoso[6] e in seconde nozze il 25 novembre 1431 Ostasio III da Polenta.

## Ascendenza
|                                           |                                             |                                                | Genitori                                   |  |  | Nonni |  |  | Bisnonni                              |  |  | Trisnonni                               |  |
|                                           |                                             |                                                |                                            |  |  |       |  |  | Ricciardo Manfredi, signore di Faenza |  |  | Francesco I Manfredi, signore di Faenza |  |
|                                           |                                             |                                                |                                            |  |  |       |  |  | Ricciardo Manfredi, signore di Faenza |  |  | Francesco I Manfredi, signore di Faenza |  |
|                                           |                                             | Rengarda Malatesta                             |                                            |  |  |       |  |  | Ricciardo Manfredi, signore di Faenza |  |  |                                         |  |
| Giovanni Manfredi, signore di Faenza      |                                             |                                                |                                            |  |  |       |  |  | Ricciardo Manfredi, signore di Faenza |  |  |                                         |  |
|                                           |                                             | Diletta da Barbiano                            | Alberico da Barbiano, conte di Cunio       |  |  |       |  |  |                                       |  |  |                                         |  |
|                                           |                                             | Diletta da Barbiano                            | Alberico da Barbiano, conte di Cunio       |  |  |       |  |  |                                       |  |  |                                         |  |
|                                           |                                             | Diletta da Barbiano                            | Giovanna Frangipani                        |  |  |       |  |  |                                       |  |  |                                         |  |
| Astorre I Manfredi, signore di Faenza     |                                             | Diletta da Barbiano                            |                                            |  |  |       |  |  |                                       |  |  |                                         |  |
|                                           |                                             | …                                              | …                                          |  |  |       |  |  |                                       |  |  |                                         |  |
|                                           |                                             | …                                              | …                                          |  |  |       |  |  |                                       |  |  |                                         |  |
|                                           |                                             | …                                              | …                                          |  |  |       |  |  |                                       |  |  |                                         |  |
| Ginevra Mongardino                        |                                             | …                                              |                                            |  |  |       |  |  |                                       |  |  |                                         |  |
|                                           |                                             | …                                              | …                                          |  |  |       |  |  |                                       |  |  |                                         |  |
|                                           |                                             | …                                              | …                                          |  |  |       |  |  |                                       |  |  |                                         |  |
|                                           |                                             | …                                              | …                                          |  |  |       |  |  |                                       |  |  |                                         |  |
| Gian Galeazzo Manfredi, signore di Faenza |                                             | …                                              |                                            |  |  |       |  |  |                                       |  |  |                                         |  |
|                                           | Bernardino I da Polenta, signore di Ravenna | Ostasio I da Polenta, signore di Ravenna       |                                            |  |  |       |  |  |                                       |  |  |                                         |  |
|                                           | Bernardino I da Polenta, signore di Ravenna | Ostasio I da Polenta, signore di Ravenna       |                                            |  |  |       |  |  |                                       |  |  |                                         |  |
|                                           | Bernardino I da Polenta, signore di Ravenna | Lieta Argogliosi                               |                                            |  |  |       |  |  |                                       |  |  |                                         |  |
| Guido III da Polenta, signore di Ravenna  | Bernardino I da Polenta, signore di Ravenna |                                                |                                            |  |  |       |  |  |                                       |  |  |                                         |  |
|                                           |                                             | Maddalena Balbi                                | …                                          |  |  |       |  |  |                                       |  |  |                                         |  |
|                                           |                                             | Maddalena Balbi                                | …                                          |  |  |       |  |  |                                       |  |  |                                         |  |
|                                           |                                             | Maddalena Balbi                                | …                                          |  |  |       |  |  |                                       |  |  |                                         |  |
| Leta da Polenta                           |                                             | Maddalena Balbi                                |                                            |  |  |       |  |  |                                       |  |  |                                         |  |
|                                           |                                             | Obizzo III d'Este, signore di Ferrara e Modena | Aldobrandino II d'Este, signore di Ferrara |  |  |       |  |  |                                       |  |  |                                         |  |
|                                           |                                             | Obizzo III d'Este, signore di Ferrara e Modena | Aldobrandino II d'Este, signore di Ferrara |  |  |       |  |  |                                       |  |  |                                         |  |
|                                           |                                             | Obizzo III d'Este, signore di Ferrara e Modena | Alda Rangoni                               |  |  |       |  |  |                                       |  |  |                                         |  |
| Elisa d'Este                              |                                             | Obizzo III d'Este, signore di Ferrara e Modena |                                            |  |  |       |  |  |                                       |  |  |                                         |  |
|                                           |                                             | Lippa Ariosti                                  | Iacopo Ariosti                             |  |  |       |  |  |                                       |  |  |                                         |  |
|                                           |                                             | Lippa Ariosti                                  | Iacopo Ariosti                             |  |  |       |  |  |                                       |  |  |                                         |  |
|                                           |                                             | Lippa Ariosti                                  | …                                          |  |  |       |  |  |                                       |  |  |                                         |  |
|                                           |                                             | Lippa Ariosti                                  |                                            |  |  |       |  |  |                                       |  |  |                                         |  |